# پیت و ری‌پیت
پیت و ری‌پیت (انگلیسی: Pete and Repeat) یک فیلم کوتاه کمدی به کارگردانی راسکو آرباکل است که در سال ۱۹۳۱ منتشر شد.

## گزیدهٔ بازیگران
- باد هریسون
- پینی اِلمو